# Platynothrus peltifer
Platynothrus peltifer is een mijtensoort uit de familie van de Crotoniidae. De wetenschappelijke naam van de soort werd voor het eerst geldig gepubliceerd in 1839 door C.L. Koch.